# Maskarade

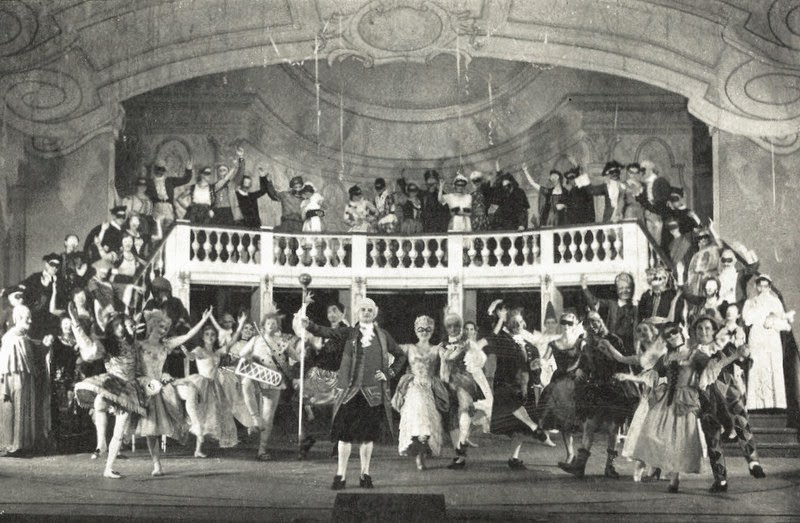
Une représentation de Maskarade de Carl Nielsen à l'Opéra national danois en 1954 ou 1955

Maskarade est un opéra en trois actes de Carl Nielsen sur un livret de Vilhelm Andersen, basé sur une comédie de Ludvig Holberg. Il fut créé le 11 novembre 1906 au Théâtre royal danois de Copenhague, sous la direction du compositeur.
Cet opéra peut être considéré comme étant l'opéra national du Danemark, au même titre que La Fiancée vendue de Smetana l'est en République tchèque. La vive ouverture, ainsi que le ballet du troisième acte (La danse du coq), sont régulièrement joués en concert.

## Rôles
| Rôle                                                          | Tessiture     | Création 11 novembre 1906 (chef d'orchestre : Carl Nielsen) |
| ------------------------------------------------------------- | ------------- | ----------------------------------------------------------- |
| Jeronimus, un citoyen de Copenhague                           | basse         | Karl Mantzius                                               |
| Magdelone, femme de Jeronimus                                 | alto          | Johanna Neijendam                                           |
| Leander, fils de Jeronimus                                    | ténor         | Hans Kjerulf                                                |
| Henrik, valet de Leander                                      | baryton       | Helge Nissen                                                |
| Arv, valet de Jeronimus                                       | ténor         | Lars Knudsen                                                |
| Leonard, un citoyen de Slagelse                               | baryton-ténor | Peter Jerndorf                                              |
| Leonora, fille de Leonard                                     | soprano       | Emilie Ulrich/Ingebord Norregaard-Hansen                    |
| Pernille, bonne de Leonora                                    | soprano       | Ida Møller/Margrethe Lindrop                                |
| Un vendeur de masques                                         | baryton       |                                                             |
| Un sergent de ville                                           | baryton       |                                                             |
| Un professeur                                                 | basse         |                                                             |
| Un veilleur de nuit                                           | basse         |                                                             |
| Le maître de cérémonie                                        | baryton-basse | Albert Petersen                                             |
| Étudiants, officiers, jeunes filles, hommes et femmes masqués |               |                                                             |